# فيليبي ماتيوني
فيليبي ماتيوني (بالبرتغالية: Felipe Mattioni Rohde‏) (مواليد 15 أكتوبر 1988 في إجوي - البرازيل) لاعب كرة قدم برازيلي يلعب حاليا لصالح نادي الدرجة الأولى ريال مايوركا الإسباني منذ 2009 في مركز الظهير الأيمن كما يجيد اللعب في مركز الوسط الأيمن .

## روابط خارجية
- فيليبي ماتيوني على موقع قاعدة بيانات كرة القدم.إي يو (الإنجليزية)
- فيليبي ماتيوني على موقع Soccerbase.com (لاعب) (الإنجليزية)
- فيليبي ماتيوني على موقع Soccerway.com (الإنجليزية)
- فيليبي ماتيوني على موقع عالم كرة القدم.نت (الإنجليزية)
- فيليبي ماتيوني على موقع كووورة
- فيليبي ماتيوني على موقع AS.com (الإسبانية)